# Pygophorisca
Pygophorisca is een geslacht van wantsen uit de familie van de Miridae (Blindwantsen). Het geslacht werd voor het eerst wetenschappelijk beschreven door Carvalho & Wallerstein in 1978.

## Soorten
Het genus is monotypisch en bevat alleen de volgende soort:

- Pygophorisca bituberculata Carvalho & Wallerstein, 1978